# 聲迷
聲迷，原是指對聲音的愛好者，現在一般是指配音員（聲優）的愛好者。

## 各地狀況
- 在日本，聲優行業相當發達，從而產生一大消費群體——聲迷，其消費力不亞於日本電視動畫，日本深夜動畫迷。
- 在美國，配音員也有一定數量的支持者。
- 在香港，香港配音員受到粵語地區人士的讚賞，網絡上有不少配音員的介紹，其配音作品也廣為網絡流通。香港本地有少數人成立聲迷會，以表示對配音員的支持。